# Phụ nữ Việt Nam (báo)

Một trong các ấn phẩm đầu tiên của báo Phụ nữ Việt Nam

Phụ nữ Việt Nam là cơ quan ngôn luận của Hội Liên hiệp Phụ nữ Việt Nam, tờ báo đại diện cho các tầng lớp phụ nữ cả nước gửi gắm tâm tư, tình cảm, nguyện vọng của mình để phản ánh trước công luận. Các ấn phẩm của Báo Phụ Nữ Việt Nam mang đậm tính nhân văn, đề cập đến những vấn đề của phụ nữ nhưng lại là vấn đề chung của gia đình Việt Nam và của toàn xã hội. Vì vậy độc giả trung thành của báo Phụ Nữ Việt Nam không chỉ là phụ nữ mà cả nam giới.
Ngày 8/3/1948 là ngày truyền thống của báo Phụ nữ Việt Nam.
Địa chỉ: số 47 phố Hàng Chuối - phường Phạm Đình Hổ - quận Hai Bà Trưng - thành phố Hà Nội

## Các sản phẩm truyền thông
- Báo Phụ nữ Việt Nam (2 số/tuần) 
- Ấn phẩm Thế giới Phụ nữ (1 số/tháng)
- Ấn phẩm Phụ nữ Việt Nam chuyên đề Dân tộc thiểu số và miền núi (2 số/tháng)
- Ấn phẩm Phụ nữ Việt Nam đối ngoại (bằng tiếng Anh, 1 số/3 tháng)
- Báo Phụ nữ Việt Nam điện tử (địa chỉ: http://www.phunuvietnam.vn)
- Trang thông tin điện tử dành cho phụ nữ Việt Nam ở nước ngoài (địa chỉ: http://www.pnvnnuocngoai.vn Lưu trữ ngày 26 tháng 11 năm 2020 tại Wayback Machine).

## Lịch sử hình thành
Chặng đường phát triển của Báo Phụ nữ Việt Nam (từ khi thành lập đến nay)
* Theo lời kể của nhà văn Nguyệt Tú:
"Ngày 8/3/1947, cơ quan Phụ nữ Trung ương đóng tại chiến khu Việt Bắc làm tờ báo tay của mình. Báo có truyện ngắn, ca dao, tiểu phẩm, tin hoạt động của Hội, những hình vẽ sinh hoạt của cơ quan… Trang trí báo, màu vàng tô bằng nghệ, màu đỏ tô bằng thuốc mercure chromen. Cách chỗ chúng tôi ở chừng 2km là lán ở của bác Hồ. Thỉnh thoảng chúng tôi được Bác gọi lên dự họp. Tờ báo tay của chúng tôi được đưa lên bác xem. Nhiều lần bác nhắc "Phụ nữ nên ra một tờ báo riêng". Ý bác rất hợp với nguyện vọng của chúng tôi. Đến giữa năm 1948, chị Hoàng Ngân, Hội trưởng Phụ nữ Liên khu Ba về thay chị Nguyễn Khoa Diệu Hồng lãnh đạo cơ quan Phụ nữ. Lúc này mới bàn được chuyện ra tờ báo. Với quyết tâm của chị Hoàng Ngân, chị Bội Hoàn (tức Tâm Kính) được cử làm thư ký toà soạn. Ban Biên tập gồm các chị Bội Hoàn, Anh Thơ, Thanh Thủy, Tâm Trung và tôi.
Đúng ngày 19/8/1948, tờ báo Phụ nữ Việt Nam số một ra đời. Tờ báo in tipô, khổ nhỏ. Báo chỉ có 6 trang. Giấy báo đen xấu nhưng in chữ rất rõ nét. Trang đầu đăng bức thư viết tay của chủ tịch Hồ Chí Minh gửi Hội phụ nữ. Bác động viên phong trào phụ nữ cả nước tham gia kháng chiến chống Pháp và sản xuất ở hậu phương..."
Chặng đường hơn 70 năm thành lập và phát triển đã chứng kiến nhiều lần đổi mới các sản phẩm truyền thông của báo Phụ nữ Việt Nam:
Báo tờ Phụ nữ Việt Nam

Một số mục được đăng trên báo Phụ nữ Việt Nam những số đầu tiên

Năm 1952: Trước tình hình và nhiệm vụ mới của cách mạng Xã hội Chủ nghĩa ở miền Bắc và đấu tranh thống nhất nước nhà, Báo Phụ nữ Việt Nam đã chuyển thành 2 tờ với 2 đối tượng và nội dung khác nhau: Một tờ Phụ nữ Việt Nam dành cho chị em nông thôn, một tờ Tạp chí Phụ nữ Việt Nam dành cho chị em cán bộ, công nhân viên chức, tiểu thương, tư sản, nội trợ ở thành phố và các địa phương khác.
Giai đoạn 1955 - 1957: tờ Báo Phụ nữ Việt Nam thay đổi từ khổ nhỏ sang khổ to. Phát hành 1 tuần/1 số.
Mục Thanh Tâm được ra đời trong giai đoạn này do bà Huỳnh Thị Bông, người lấy bút danh Thanh Tâm, phụ trách.
Giai đoạn 1957 – 1960: Báo Phụ nữ Việt Nam phát hành mỗi tháng 1 số. Khổ 24,5cmx34,5 cm. Số trang là 16 trang.
Giai đoạn 1960 - 1973: Báo Phụ nữ Việt Nam phát hành mỗi tháng 1 số. Khổ nhỏ đi 18,5cmx25cm. Số trang tăng lên 36 trang.
Giai đoạn 1973 – 1980: Ngày 2/1/1973, tờ tuần báo PNVN đầu tiên ra đời với 16 trang, kích thước là 27cmx38cm.
Giai đoạn 1980 - 1990: Báo PNVN phát hành 1 tuần 1 số. Khổ báo thay đổi thành khổ to 28,5cmx41,5 cm. Số trang là 16 trang.    
Giai đoạn năm 1990 – 1991: Báo PNVN thay đổi số trang từ 16 trang xuống còn 8 trang.
Giai đoạn hiện nay: Báo PNVN phát hành 1 tuần 3 số, khổ 28,5x42,5 cm. Số trang là 16 trang.
Chuyên san Hạnh phúc Gia đình:
Năm 1992 là năm ra đời ấn phẩm Hạnh phúc Gia đình.      
Ấn phẩm Thế giới phụ nữ
1995 là năm ra đời ấn phẩm Thế giới Phụ nữ bản in đen trắng.
1997 là năm Thế giới Phụ nữ chuyển từ in đen trắng sang in mầu. Với thiết kế đẹp, hiện đại, nội dung chững chạc, nhân văn, Thế giới phụ nữ đã trở thành một hiện tượng của làng báo Việt Nam thời kỳ đổi mới. Thế giới Phụ nữ được xem là ấn phẩm đón đầu xu thế đổi mới của tạp chí Việt Nam theo hướng hiện đại, bắt kịp xu thế thế giới.
Chuyên đề Dân tộc thiểu số và Miền núi của Báo Phụ nữ Việt Nam
Từ tháng 9/2009, Báo Phụ nữ Việt Nam thường kỳ được cấp (không thu tiền) cho vùng dân tộc thiểu số và miền núi, vùng đặc biệt khó khăn theo Quyết định số 975/QĐ-TTg ngày 20 tháng 7 năm 2006 của Thủ tướng Chính phủ.
Năm 2011, chuyên đề được cấp định kỳ đến Hội phụ nữ xã, Chi hội phụ nữ thôn bản của 69 huyện nghèo, Hội phụ nữ xã đặc biệt khó khăn, Chi hội phụ nữ thôn bản thuộc xã đặc biệt khó khăn, Chi hội phụ nữ thôn bản đặc biệt khó khăn thuộc các xã khu vực II, Hội Phụ nữ xã biên giới, Chi hội Phụ nữ thôn bản thuộc các xã biên giới nằm ngoài 69 huyện nghèo.
Từ năm 2011 đến nay, việc cấp phát Chuyên đề Dân tộc thiểu số và Miền núi của báo Phụ nữ Việt Nam tiếp tục được thực hiện theo các Quyết định của Thủ tướng Chính phủ.
Báo Phụ Nữ Việt Nam đối ngoại:
Phát hành 3 tháng/kỳ bằng tiếng Anh, phục vụ cho tác tổ chức, cá nhân quốc tế quan tâm tới Việt Nam và phụ nữ Việt Nam
Trang thông tin dành cho phụ nữ Việt Nam ở nước ngoài
Ngày 31/3/2015, Trang thông tin dành cho phụ nữ Việt Nam ở nước ngoài chính thức được hòa mạng với tên miền www.pnvnnuocngoai.vn. Với 9 chuyên mục lớn và 30 tiểu mục, Trang tin cung cấp, hỗ trợ, tư vấn, chia sẻ nguồn thông tin, kiến thức, tư liệu phong phú, thiết thực đối với phụ nữ Việt Nam ở nước ngoài, đặc biệt là nhóm phụ nữ yếu thế. Trang tin cũng là diễn đàn chia sẻ tâm tư, nguyện vọng, nhu cầu của cộng đồng phụ nữ Việt Nam tại hơn 100 quốc gia, vùng lãnh thổ.
Báo Phụ nữ Việt Nam điện tử
Ngày 26/12/2015, Báo Phụ nữ Việt Nam điện tử chính thức ra mắt với tên miền http://www.phunuvietnam.vn.

## Chức năng nhiệm vụ của tờ báo qua các thời kỳ
1. Giai đoạn từ khi thành lập đến năm 1954

Báo Phụ nữ Việt Nam bản in những số đầu tiên

Từ năm 1946 Ban liên lạc phụ nữ Bắc bộ đã có tờ báo "Tiếng gọi phụ nữ" (là tiền thân của Báo Phụ nữ Việt Nam). Năm 1948 tờ báo Phụ nữ Việt Nam ra đời. Sau Đại hội phụ nữ toàn quốc lần thứ nhất (năm 1950), Tư Hội LHPN Việt Nam đã định hướng nội dung và tổ chức tờ báo để tuyên truyền và lãnh đạo phong trào phụ nữ, đồng thời giáo dục hội viên, định hướng các cấp Hội coi tờ báo là cơ quan ngôn luận của mình.
2. Giai đoạn 1954 - 1975
Báo Phụ nữ Việt Nam là cơ quan ngôn luận của Hội LHPN Việt Nam có nhiệm vụ:
·   Tuyên truyền, giáo dục và hướng dẫn các cấp Hội, động viên các tầng lớp phụ nữ phấn đấu thực hiện tốt các chính sách của Đảng, Nhà nước đề ra.
·   Tuyên truyền, giáo dục đường lối quan điểm công tác phụ vận của Đảng, các chủ trương công tác Hội, động viên phụ nữ tích cực cống hiến cho sự nghiệp chống Mỹ, cứu nước, xây dựng CNXH.
·   Hướng dẫn và trao đổi kinh nghiệm công tác phụ vận, công tác xây dựng Hội LHPN Việt Nam.
·   Tuyên truyền gương đấu tranh của phụ nữ miền Nam, thành tích xây dựng và củng cố vùng giải phóng miền Nam. Cổ vũ phong trào phụ nữ miền Bắc học tập, ra sức chi viện cho cách mạng miền Nam.
·   Tuyên truyền những thành tích hoạt động của phong trào phụ nữ miền Nam và phụ nữ quốc tế.
·   Giới thiệu những gương anh hung, chiến sĩ thi đua, điển hình người tốt việc tốt trong phong trào phụ nữ.
·   Đấu tranh thực hiện quyền nam nữ bình đẳng, đấu tranh bảo vệ quyền lợi phụ nữ và nhi đồng, bảm đảm thực hiện những chế độ, chính sách của Đảng và Nhà nước đã ban hành đối với phụ nữ
3. Giai đoạn 1975 – 1987
* Từ 1975 đến 1982
·    Ngày 16/6/1976 Ban Thường vụ TW Hội ra Nghị quyết số 36/NQ thành lập Phòng liên lạc tòa soạn Báo PNVN tại TP Hồ Chí Minh có nhiệm vụ thay mặt tòa soạn Báo PNVN liên hệ với cộng tác viên trong việc đặt bài, in báo, quản lý tài sản của tòa soạn tại TP Hồ Chí Minh.
·    Chức năng, nhiệm vụ của Báo không thay đổi so với giai đoạn trước.
*Từ 1982 đến 1987
Chức năng:
·    Có trách nhiệm tuyên truyền, giáo dục, cổ vũ, hướng dẫn cán bộ và các quần chúng phụ nữ thực hiện đúng đắn các đường lối chính sách của Đảng, Nhà nước và các chủ trương công tác Hội, đồng thời có nhiệm vụ làm cho cán bộ, quần chúng phụ nữ cũng như toàn xã hội hiểu và thông suốt các quan điểm phụ vận của Đảng, vận động tuyên truyền toàn xã hội ủng hộ những quan điểm và việc làm nhằm phục vụ sự nghiệp giải phóng phụ nữ.
Nhiệm vụ:
·    Tuyên truyền, giáo dục, phụ nữ hiểu rõ đường lối và nhiệm vụ cách mạng XHCN, phấn đấu thực hiện các chủ trương chính sách của Đảng và Nhà nước, các chủ trương công tác của Hội, tuyên truyền các thành tích của quần chúng và của tổ chức Hội phụ nữ để động viên chị em phấn đấu công tác ngày càng tốt hơn và phấn đấu thực hiện quyền làm chủ tập thể của mình.
·    Tuyên truyền, giáo dục đường lối, quan điểm phụ vận của Đảng, động viên, cổ vũ phụ nữ ra sức học tập rèn luyện nâng cao trình độ chính trị, văn hóa, khoa học kỹ thuật, nghiệp vụ chuyên môn. Trên cơ sở lao động và nâng cao kiến thức mà đấu tranh thực hiện quyền bình đẳng nam nữ trong gia đình và ngoài xã hội.
·    Hướng dẫn phụ nữ biết xây dựng cuộc sống gia đình theo quan niệm mới, có quan điểm luyến ái, hôn nhân tiến bộ, vừa phát huy truyền thống tốt đẹp của gia đình Việt Nam, phụ nữ Việt Nam vừa tiếp thu các kinh nghiệm và kiến thức mới, khoa học hiện đại để xây dựng và tổ chức gia đình, nuôi dạy con cái.
·    Hướng dẫn phụ nữ phát huy các phẩm chất tốt đẹp của người lao động mới, đấu tranh cho các quyền lợi chính đáng về học tập, lao động, bảo vệ hạnh phúc gia đình. Tích cực hưởng ứng chủ trương của Đảng, tham gia đấu tranh với các hiện tượng tiêu cực trong các bộ máy Nhà nước, các cơ quan Đảng, trong toàn xã hội để phát huy quyền hạn và khả năng làm chủ của người lao động, thực hiện dân chủ và công bằng xã hội.
·    Hướng dẫn trao đổi công tác phụ vận, công tác xây dựng Hội, công tác đào tạo, bồi dưỡng cán bộ và nội dung sinh hoạt Hội.
·    Tuyên truyền, phản ánh những hoạt động có ý nghĩa quốc tế của Hội và của quần chúng phụ nữ và thông tin cho phụ nữ Việt Nam những hoạt động và kinh nghiệm công tác của chị em các nước, tổ chức cho phụ nữ Việt Nam tham gia các phong trào chung của Liên đoàn Phụ nữ Dân chủ thế giới.
4. Giai đoạn 1987 – 2007
*Từ 1987 đến 2002:
·    Ngày 31/3/1999 Đoàn Chủ tịch ra Quyết định số 65/QĐ-ĐCT sáp nhập Bộ phận Báo đối ngoại – Ban Quốc tế TW Hội vào Báo Phụ nữ Việt Nam từ ngày 1/4/1999.
* Từ 2002 đến năm 2007:
Chức năng, nhiệm vụ của Báo được sửa đổi, bổ sung thêm 1 số nội dung cho phù hợp với tình hình mới. Cụ thể:
Chức năng:
·    Tuyên truyền các chủ trương, chính sách của Đảng, Nhà nước và của Hội đến các tầng lớp phụ nữ, cổ vũ, động viên, giáo dục chị em thi đua lao động sản xuất, xây dựng gia đình no ấm, bình đẳng, hạnh phúc, nuôi dạy con tốt, làm tròn nghĩa vụ người công dân.
Nhiệm vụ:
·    Tuyên truyền rộng rãi đến các tầng lớp phụ nữ những chủ trương, đường lối, chính sách của Đảng, Nhà nước, chủ trương công tác Hội và phong trào phụ nữ.
·    Phổ biến kiến thức, hướng dẫn phụ nữ xây dựng cuộc sống gia đình, nuôi dạy con tốt.
5. Giai đoạn 2007 – nay:
- Tuyên truyền các chủ trương, đường lối, chính sách của Đảng, Nhà nước và của Hội đến các tầng lớp phụ nữ và bạn đọc trong cả nước; biểu dương các tập thể, cá nhân phụ nữ điển hình nhằm cổ vũ, động viên, giáo dục cán bộ, hội viên, phụ nữ thi đua lao động sản xuất, xây dựng gia đình no ấm, tiến bộ, bình đẳng, hạnh phúc, nuôi dạy con tốt, làm tròn chức năng người bà, người mẹ, người chị trong gia đình.
- Tham mưu với Đảng Đoàn, Đoàn Chủ tịch TƯ Hội LHPN Việt Nam trong công tác nắm tình hình tư tưởng, những vấn đề nóng, bức xúc của phụ nữ, góp phần thực hiện tốt hơn chức năng, nhiệm vụ chăm lo, bảo vệ quyền, lợi ích hợp pháp, chính đáng của phụ nữ.
- Tổ chức tốt hoạt động xuất bản, kinh doanh.
- Chăm lo, cải thiện đời sống cán bộ, phóng viên, nhân viên.
(Nguồn: Bộ phận Lưu trữ TƯ Hội LHPN Việt Nam)

Báo Phụ nữ Việt Nam in màu vào năm 1957

## Những dấu mốc quan trọng
- Ngày 8/3 là ngày truyền thống của báo Phụ nữ Việt Nam – Cơ quan ngôn luận của Trung ương Hội LHPNVN.
- Năm 1955 là năm báo Phụ nữ Việt Nam xuất bản trở lại sau thời gian gián đoạn vì chiến tranh.
- 1 là số lực lượng anh hùng vũ trang nhân dân của báo. Đó là đồng chí Hoàng Ngân – Bí thư Thứ nhất ban chấp hành Phụ nữ Cứu quốc Việt Nam, phụ trách báo Phụ nữ Việt Nam và văn phòng Hội LHPNVN giai đoạn 1948 – 1950.
- 5 là số cán bộ, phóng viên của báo hi sinh trong các cuộc kháng chiến của dân tộc
- 8 là số chủ nhiệm, tổng biên tập, quyền tổng biên tập báo Phụ nữ Việt Nam trong 70 năm qua
- Ngày 6/3/1998 là Ngày Chủ tịch nước ký quyết định số 187 – KT/CT tặng thưởng Huân chương độc lập hạng Nhất cho báo Phụ nữ Việt Nam.
- Ngày 26/12/2015 là ngày báo Phụ nữ Việt nam điện tử chính thức ra mắt
- 10 là số sản phẩm truyền thông của báo Phụ nữ Việt Nam năm 2016. Đây là thời điểm báo Phụ nữ Việt Nam có sản phẩm truyền thông nhiều nhất trong hơn 70 năm qua.

## Các đời Tổng biên tập
Chủ nhiệm, Tổng biên tập, Quyền Tổng biên tập của Báo PNVN qua các thời kỳ:
1 - Chủ nhiệm tờ Tiếng gọi Phụ nữ (tiền thân của Báo Phụ nữ Việt Nam): Bà Hoàng Ngân (1921-1949)
2 – Phụ trách Báo Phụ nữ Việt Nam giai đoạn 1949 đến 1954 - Tổng biên tập báo Phụ nữ Việt Nam giai đoạn 1961 đến 1968: Bà Võ Ngọc Nghi
3 - Chủ nhiệm Báo Phụ nữ Việt Nam giai đoạn 1954 đến 1960: Bà Đinh Thị Cẩn
4 - Tổng Biên tập Báo Phụ nữ Việt Nam giai đoạn 1968-1978: Bà Nguyễn Thị Như
5 - Tổng biên tập Báo Phụ nữ Việt Nam giai đoạn 1979 đến 1988: Bà Nguyễn Thị Thanh Hương
6 - Tổng Biên tập Báo Phụ nữ Việt Nam giai đoạn 1988 đến năm 2008: Bà Nguyễn Thị Phương Minh
7 - Quyền Tổng Biên tập giai đoạn 2007 đến tháng 9/2009: Ông Trần Văn Thành
8 - Tổng Biên tập Báo Phụ nữ Việt Nam giai đoạn từ 2010 đến nay: Bà Nguyễn Thị Thục Hạnh